# Hannes Pétursson
Hannes Palmi Pétursson (Sauðarkrókur, 14 dicembre 1931) è uno scrittore islandese.

## Biografia
Nel 1955 con Poesie Hannes Pétursson si pose come continuatore della tradizione degli scaldi islandesi, ruolo che ebbe anche in Tempo e spazio (1962). Tra le sue opere si citano anche Dimora marina (1980) e Fuoco profondo (1993).

## Opere principali
- Kvæðabók (1955)
- Í sumardölum (1959)
- Tid och rum (1962)
- Steingrímur Thorsteinsson (1964)
- Steinar og sterkir litir (1965)
- Innlönd (1968)
- Rímblöð (1971)
- Íslenzkt skáldatal (1973)
- Ljóðabréf (1973)
- Rauðamyrkur (1973)
- Óður um Ísland (1974)
- Úr hugskoti (1976)
- Hemvist vid havet (1978)
- Kvæðafylgsni (1979)
- Misskipt er manna láni (1982)
- 36 ljóð (1983)
- Frá Ketubjörgum til Klaustra (1990)
- Eintöl á vegferðum (1991)
- Eldhylur (1993)
- Fyrir kvölddyrum (2006)

## Premi e riconoscimenti
- Premio Henrik Steffens: 1975[1]
- Premio Letterario Islandese: 1993 vincitore con Eldhylur[2]